# Malab al-Jarmuk
Malab al-Jarmuk (arab. ‏ملعب اليرموك‎) – wielofunkcyjny stadion w mieście Gaza w Palestynie, używany do meczów piłki nożnej oraz zawodów lekkoatletycznych. Na tym stadionie swoje mecze rozgrywa drużyna Gaza Sports Club. Stadion może pomieścić 9000 widzów.
Podczas wojny w Strefie Gazy stadion został zajęty w grudniu 2023 przez okupacyjne wojska izraelskie i wykorzystywany jako tymczasowe więzienie. Przetrzymywani w nim Palestyńczycy byli bici i maltretowani. Po wycofaniu się wojsk izraelskich na stadionie koczowali zaś palestyńscy uchodźcy ze zniszczonych osiedli Gazy.